# Ньюелл (Айова)
Ньюелл (англ. Newell) — місто (англ. city) в США, в окрузі Буена-Віста штату Айова. Населення — 906 осіб (2020).

## Географія
Ньюелл розташований за координатами 42°36′35″ пн. ш. 95°0′14″ зх. д. / 42.60972° пн. ш. 95.00389° зх. д. (42.609762, -95.003960).  За даними Бюро перепису населення США в 2010 році місто мало площу 3,28 км², уся площа — суходіл.

## Демографія
Згідно з переписом 2010 року, у місті мешкало 876 осіб у 356 домогосподарствах у складі 225 родин. Густота населення становила 267 осіб/км².  Було 377 помешкань (115/км²).
Расовий склад населення:
| - 95,5 % — білих - 0,3 % — чорних або афроамериканців - 0,3 % — азіатів - 0,1 % — корінних американців - 2,6 % — осіб інших рас |

До двох чи більше рас належало 1,0 %. Частка іспаномовних становила 4,2 % від усіх жителів.
За віковим діапазоном населення розподілялося таким чином: 25,8 % — особи молодші 18 років, 53,7 % — особи у віці 18—64 років, 20,5 % — особи у віці 65 років та старші. Медіана віку мешканця становила 41,1 року. На 100 осіб жіночої статі у місті припадало 93,0 чоловіків;  на 100 жінок у віці від 18 років та старших — 86,2 чоловіків також старших 18 років.
Середній дохід на одне домашнє господарство  становив 60 506 доларів США (медіана — 55 500), а середній дохід на одну сім'ю — 66 881 долар (медіана — 60 395). Медіана доходів становила 43 611 долар для чоловіків та 31 625 доларів для жінок. За межею бідності перебувало 14,4 % осіб, у тому числі 23,9 % дітей у віці до 18 років та 4,4 % осіб у віці 65 років та старших.
Цивільне працевлаштоване населення становило 560 осіб. Основні галузі зайнятості: освіта, охорона здоров'я та соціальна допомога — 27,5 %, виробництво — 20,7 %, науковці, спеціалісти, менеджери — 8,9 %, сільське господарство, лісництво, риболовля — 8,6 %.